# Mistrzostwa Polski w Łyżwiarstwie Szybkim w Wieloboju Sprinterskim 1975
1. Mistrzostwa Polski w wieloboju sprinterskim odbyły się w dniach 4-5 stycznia 1975 roku na torze w Zakopanem.

## Mężczyźni
| Pozycja | Zawodnik            | Klub           | 500 m | Pkt. | 1000 m | Pkt. | 500 m | Pkt. | 1000 m | Pkt. | Suma pkt. |
| ------- | ------------------- | -------------- | ----- | ---- | ------ | ---- | ----- | ---- | ------ | ---- | --------- |
| 01 !    | Zbigniew Palka      | SNPTT Zakopane |       |      |        |      |       |      |        |      | 171,110   |
| 02 !    | Jan Józwik          | SNPTT Zakopane |       |      |        |      |       |      |        |      | 171,900   |
| 03 !    | Mieczysław Dziedzic | SNPTT Zakopane |       |      |        |      |       |      |        |      | 174,460   |